# فيا لابيكانا أغسطس

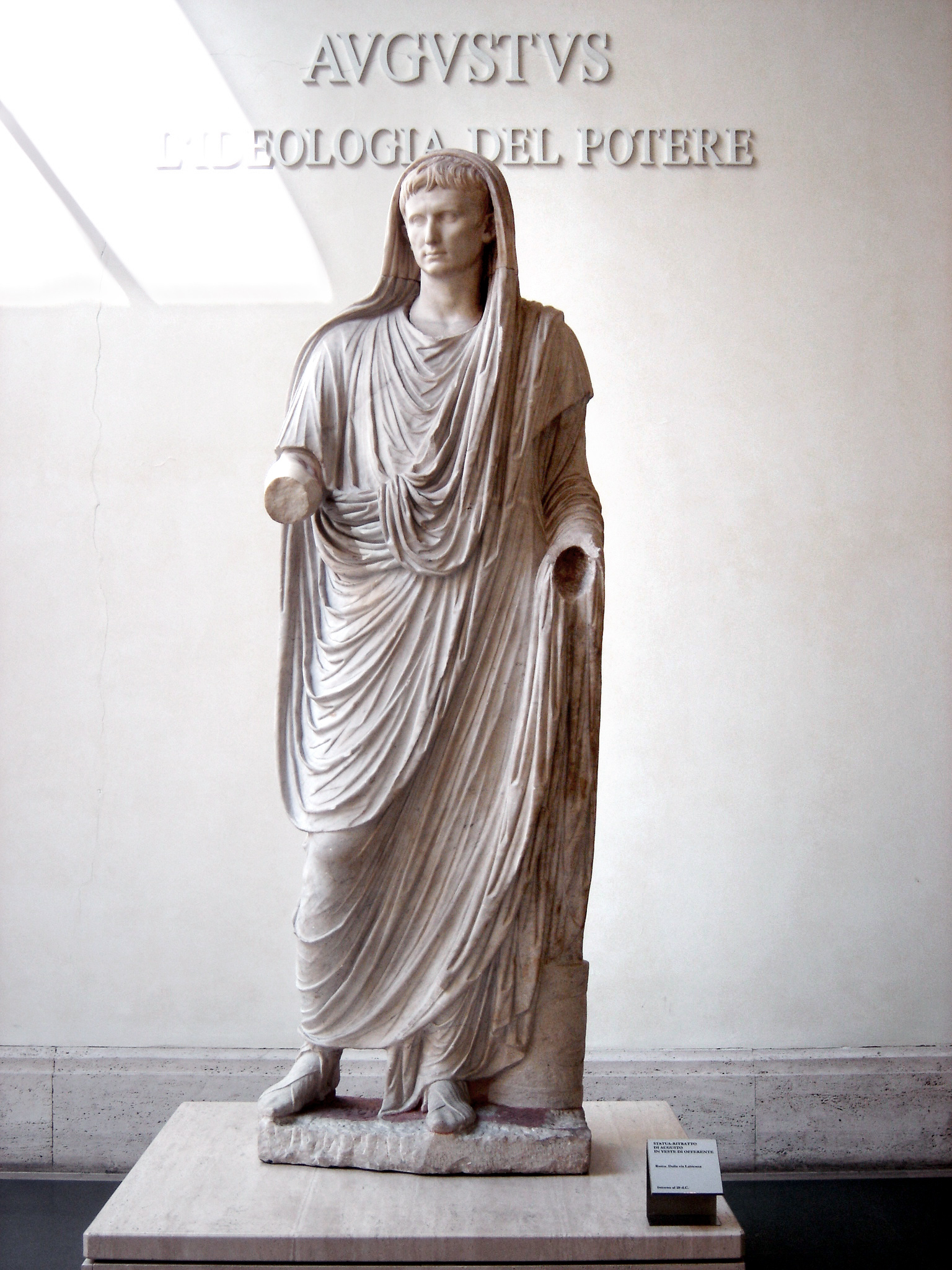
تمثال فيا لابيكانا.

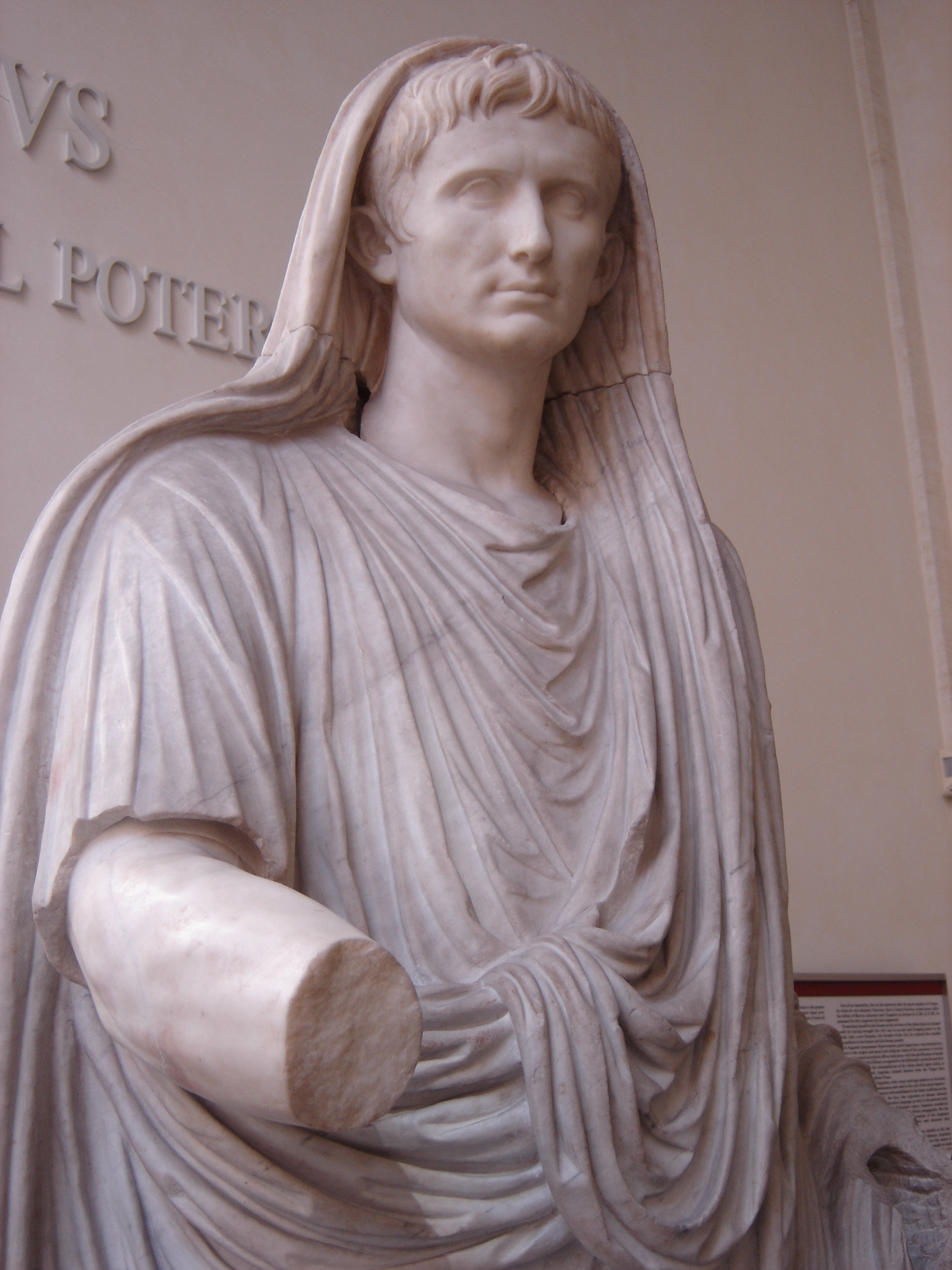
تمثال فيا لابيكانا لأغسطس، عن قُرب.

يمثل فيا لابيكانا أغسطس تمثالًا للإمبراطور الروماني أغسطس كـ الحبر الأعظم، حاجبًا رأسه للتضحية. يُؤرخ تاريخ صنع التمثال بعد 12 ق. تم العثور عليه على منحدرات Oppian Hill، في شارع فيا لابيكانا، في عام 1910. وهو الآن في المتحف الوطني بروما . 
يضيف التمثال جانبًا آخر لتمثيل أغسطس الذاتي، ليس فقط هو الرئيس السياسي للإمبراطورية الرومانية، بل هو أيضًا الزعيم الديني لها. في Res Gestae 19-21 يتحدث عن جميع فوائده الدينية لمدينة روما، مثل بناء معابد لـ «Minerva و Queen Juno و Jupiter Libertas». 